# Wspólnota administracyjna Schönberg
Wspólnota administracyjna Schönberg – wspólnota administracyjna (niem. Verwaltungsgemeinschaft) w Niemczech, w kraju związkowym Bawaria, w rejencji Dolna Bawaria, w regionie Donau-Wald, w powiecie  Freyung-Grafenau. Siedziba wspólnoty znajduje się w miejscowości Schönberg.
Wspólnota administracyjna zrzesza jedną gminę targową (Markt) oraz trzy gminy wiejskie (Gemeinde): 
- Eppenschlag, 967 mieszkańców, 16,99 km²
- Innernzell, 1603 mieszkańców, 22,13 km²
- Schöfweg, 1289 mieszkańców, 19,55 km²
- Schönberg, gmina targowa, 3766 mieszkańców, 32,74 km².